# Manuel Ibarra Valdés
Manuel Francisco Ibarra Valdés (Graneros, Chile, 18 de noviembre de 1977) es un exfutbolista y cantante chileno. Nació en Graneros el 18 de noviembre de 1977 y se inició en Unión Farola de la Asociación Coquimbo Centro, perteneciente a la Asociación Nacional de Fútbol Amateur. Es apodado el Caté Ibarra por su juego parecido al brasileño Caté, fallecido jugador de Universidad Católica. Está casado con Francisca Couchot y tiene dos hijas.
Durante su carrera tuvo destacadas participaciones en Unión Española, y sobre todo en Universidad de Chile, club con el que ganó el Torneo de Apertura de 2004.

## Trayectoria
Jugó en Coquimbo Unido, Santiago Morning, Cobresal, Unión Española  y Universidad de Chile. En este último club, a pesar de tener problemas con los dirigentes, se ganó el cariño de la hinchada. Además logró el título nacional el año 2004, pasando a la historia del club azul junto con destacados jugadores como Johnny Herrera, Diego Rivarola, Sergio Gioino, Manuel Iturra, entre otros.
Integró la selección chilena sub-23 que alcanzó la medalla de bronce en los Juegos Olímpicos de Sídney 2000.
Es conocida su afición por el boxeo, deporte que practica en sus tiempos libre. También se dedica al canto en eventos y festivales a lo largo de Chile, incluso participó en los programas Chile, país de talentos, y The Voice, donde se destacó como cantante tropical.

## Selección nacional

### Participaciones en Juegos Olímpicos
| Torneo                          | Sede      | Resultado         |
| ------------------------------- | --------- | ----------------- |
| Juegos Olímpicos de Sídney 2000 | Australia | Medalla de Bronce |

## Clubes
| Club                 | País  | Año       |
| -------------------- | ----- | --------- |
| Coquimbo Unido       | Chile | 1995-1997 |
| Santiago Morning     | Chile | 1998-2001 |
| Magallanes           | Chile | 2002-2003 |
| Universidad de Chile | Chile | 2004-2005 |
| Cobresal             | Chile | 2006      |
| Unión Española       | Chile | 2007      |
| Audax Italiano       | Chile | 2008      |

## Palmarés

### Campeonatos nacionales
| Título             | Club                 | País  | Año  |
| ------------------ | -------------------- | ----- | ---- |
| Torneo de Apertura | Universidad de Chile | Chile | 2004 |

### Campeonatos internacionales
| Título           | Club              | País      | Año  |
| ---------------- | ----------------- | --------- | ---- |
| Juegos Olímpicos | Selección Chilena | Australia | 2000 |